# Auspicio

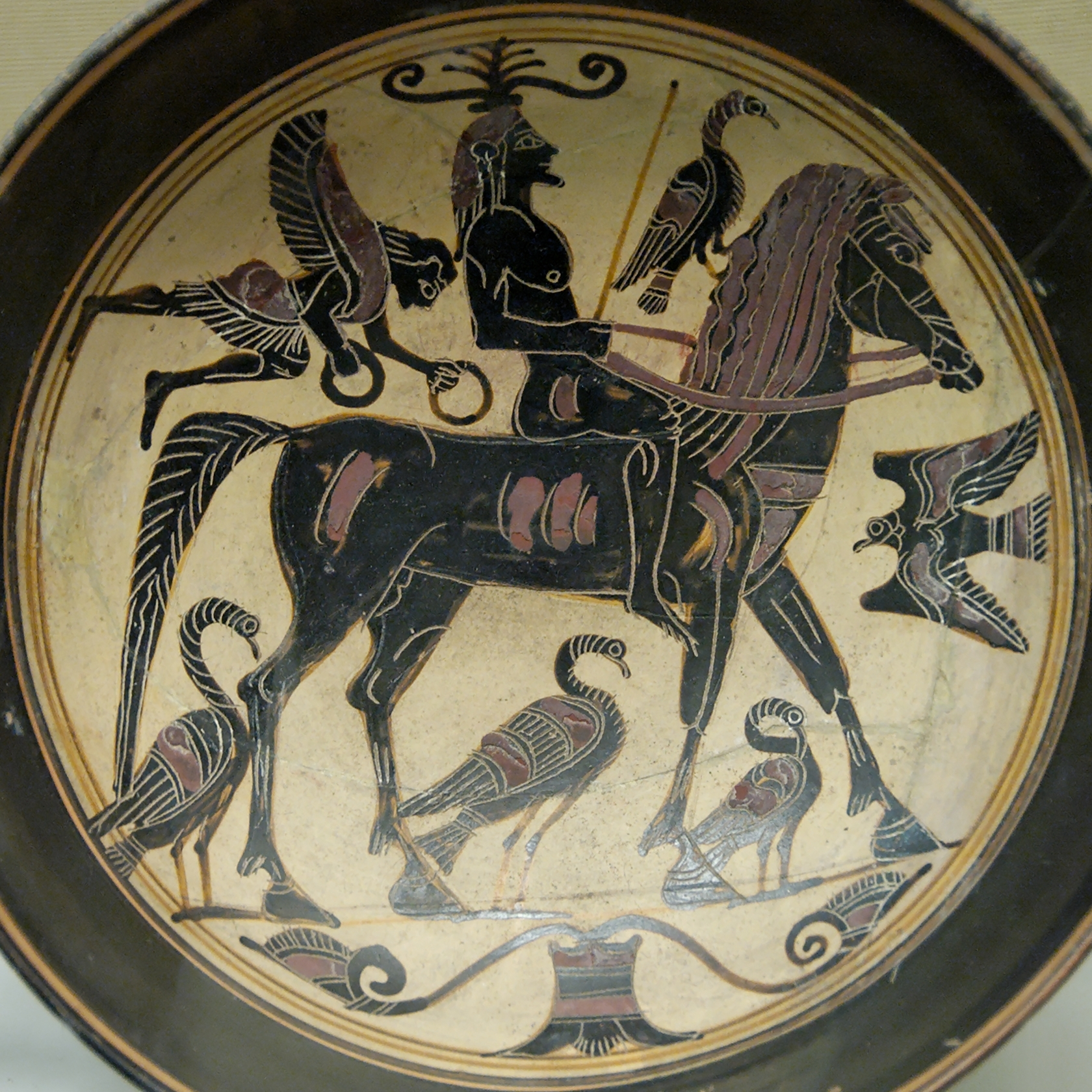
Un jinete confiado, rodeado por pájaros de buen augurio, al que se aproxima una Niké llevando laureles de victoria en este kílix laconio de figuras negras, h. 550–530 a. C.

Un auspicio (del latín: «Avís», ave, y el verbo «spicio», ver, mirar;  auspiciumde auspex, literalmente «el que mira a los pájaros», plural. auspicia) es un tipo de augurio, una práctica de la religión grecorromana consistente en observar el comportamiento de las aves para recibir presagios. Los sacerdotes que practicaban esta forma de adivinación eran llamados augures.
La práctica era ya familiar en tiempos del rey de Alasiya, en Chipre quien, en las cartas de Amarna (Siglo XIV a. C.) tiene necesidad de que se le envíe un «adivino de águilas» desde Egipto. La práctica primera, autóctona, de adivinar por signos de las aves, es familiar en la figura de Calcas, el adivino a través de las aves de Agamenón, quien había guiado al ejército (Ilíada I.69) y fue ampliamente reemplazado por la adivinación a través de la inspección del hígado de la víctima sacrificada — arúspices— durante el período orientalizante. «Por Platón sabemos que la hepatoscopia gozó de mayor prestigio que el augurio por las aves».
En la antigua Roma, los auspicios eran signos de los dioses, interpretados por un augur. Los augures celebraban una ceremonia (conocida como «tomar los auspicios») y leían o interpretaban las pautas de las aves en el cielo. Dependiendo del ave, los auspicios de los dioses podían ser favorables o desfavorables (auspiciosos o inauspiciosos, de buen augurio o de mal augurio). A veces, sobornados o por motivos políticos, los augures fabricarían auspicios desfavorables para retardar ciertas funciones estatales, como las elecciones.Plinio el Viejo atribuye la invención del auspicio a Tiresias, el vidente de Tebas.
Uno de los más famosos auspicios es el que se relaciona con la fundación de Roma. Cuando los fundadores de Roma, Rómulo y Remo, llegaron al Palatino, discutieron sobre dónde querían exactamente alzar la ciudad, en el estratégico y fácilmente fortificable Aventino. Los dos estuvieron de acuerdo en decidir la discusión probando sus habilidades como augures y por el deseo de los dioses. Cada uno se sentó en el suelo, separados entre sí y, según Plutarco, Remo vio seis buitres, mientras que Rómulo vio doce.
Según Juan Bautista Carrasco, los adivinos ceñían su cabeza con coronas de laurel, porque este árbol estaba consagrado a Apolo, y además llevaban un ramo de lo mismo en la mano, a veces masticaban sus hojas, su alimento ordinario eran las partes principales de los animales proféticos; las cabezas de los cuervos, buitres. En el Pritaneo de Atenas se sostenía a los adivinos a expensas del Tesoro público.
Los parajes en que funcionaban los adivinos se nombraban Entheus, Entheatus y Thalamos en Grecia, así como Fanum, en Roma, era el sitio destinado para rendir los oráculos. Entre los Romanos, además de los fanáticos y fatuarios, los auspices, augures, arúspices, extispices y fulguratores, eran los principales ministros que profesaban la ciencia adivinatoria, reducida especialmente a los auspicios llamados después augurios y también a la aruspicina, de la cual se sacaban igualmente los presagios.
Plinio el Joven atribuye la invención del auspicio a Tiresias, famoso adivino natural de Tebas, modelo genérico de un vidente en la cultura literaria grecorromana y primer nombre que en un principio llevaron los augures. Por auspicare, esto es, ab aviuin aspecto o avispicium voz derivada de inspicere es decir mirar, se entendió en los primeros tiempos mirar, consultar y predecir sobre el vuelo de las aves. Algunos autores han confundido la ciencia auspicina con la augural, que es la Menachesh, que la Escritura dice, profesaban los Caldeos como arte particular que aprendieron los Griegos, y estos comunicaron a los Etruscos y de estos se trasmitió a los Latinos, en cuyo país mereció gran consideración en tiempo de Ascanio (hacia 60 a. C.), cuando este príncipe al observar hacia el lado izquierdo de su campamento, que brillaba el relámpago, dio una encarnizada batalla a Mexencio, tirano de los Tyrrhenios, en la cual este fue derrotado completamente.
El uso de los auspicios en los romanos data de Rómulo, porque es sabido que este príncipe los consultó antes de poner los cimientos de Roma, y que por una ley prohibió expresamente a todos los funcionarios que admitieran ningún cargo o empleo público, incluso la misma dignidad real, sin haber antes obtenido los auspicios favorables. Esta práctica adivinatoria fue observada con la mayor escrupulosidad en tiempo de Tarquinio Prisco (133 de Roma – 578 a. C.), a causa de la superchería atribuida al célebre Accio Nevio, de haber partido una piedra con una navaja de afeitar: de modo que para la creación de los magistrados, declarar y emprender la guerra o la celebración de los comicios, era indispensable que le precedieran los auspicios. Esta ley de Rómulo dictada por la política, con el designio de erigirse en árbitro para declarar buenos o malos los presagios, porque en sí arrogó el carácter y las funciones de augur, fue observada estrictamente en tiempo de la República romana, hasta que los tribunos, logrando entrar en la participación y libre ejercicio de los cargos y dignidades que servían los patricios, privó a estos de uno de los varios resortes que empleaban para saciar su ambición.
Los auspicios siempre necesarios para todos los negocios públicos y privados, incluso para la celebración del matrimonio, como dice Cicerón, sufrieron modificaciones conforme los objetos y maneras en que se practicaban.

## Tipos de auspicios
- Ex acuminibus, era el auspicio que se sacaba por el giro que hacia la punta de los dardos, flechas y picas lanzados por el aire, indicando el feliz o funesto resultado de una batalla.
- Juge, se entendía funesto cuando dos animales uncidos chocaban entre sí.
- Liquidum, el auspicio que se tomaba cuando el cielo se veía claro y despejado.
- Pedestre, el sacado de los cuadrúpedos.
- Piaculare, funestísimo , porque la víctima o había huido del altar o hubía mugido después de estar herida o finalmente, había caído de distinta manera de la que convenía.

Los auspicios, por último, se practicaban en el campo, y por lo que se ha indicar, se observa que ampliados aquellos en mayor escala cedieron su nombre a los augurios o ciencia augural, esto es, avium gairilu(f)esto, por el canto de las aves o ramas de los árboles sobre las que posaban, abrazando además su vuelo, su manera de comer y beber y el modo con que salían de la nasa: esta misma ciencia comprendía en general, no solo todos los fenómenos extraordinarios que se observaban en el cielo y en la tierra, sino también los accidentes imprevistos de la vida del hombre.
Los griegos y los romanos procedían en sentido inverso en el modo de tomar los augurios: los griegos volviéndose al N. (Norte) tenían el E. (Oriente) a su derecha: pero los romanos como mirasen al S. (Mediodía) dejaban el E. a su izquierda: no obstante, el resultado era el mismo para significar el presagio favorable o triste: por lo tanto el E., prescindiendo del lado que se miraba, era presagio favorable.
Auguraculum según Festo, Arx, Templum, Tabernaculum, fueron los nombres que se conocían como sitio elevado que escogían los augures para hacer sus observaciones; este paraje estaba situado dentro de la población, y como no era permitido tomar augurios fuera de ella, Varrón los llama urbana auspicia, aunque terminaba la ceremonia en el Pomaerium (pome, junto, inmediato; moeri, pomerio) espacio que comprendía parte de los muros de dentro y fuera de la población. Aulo Gelio habla de este paraje y dice que el Pomaerium más antiguo de los Romanos y que hubo señalado Rómulo, estaba al pie del monte Palatino. Con posterioridad, por los tiempos de Servio Tulio en que se extendieron los muros de Roma, se llevaron más allá los límites del Pomaerium. Iguales mudanzas sufrió, según Tácito, en las épocas de los emperadores Augusto, Nerón, Trajano y Marco Aurelio, aunque se ignora el paraje fijo en donde le situaron.

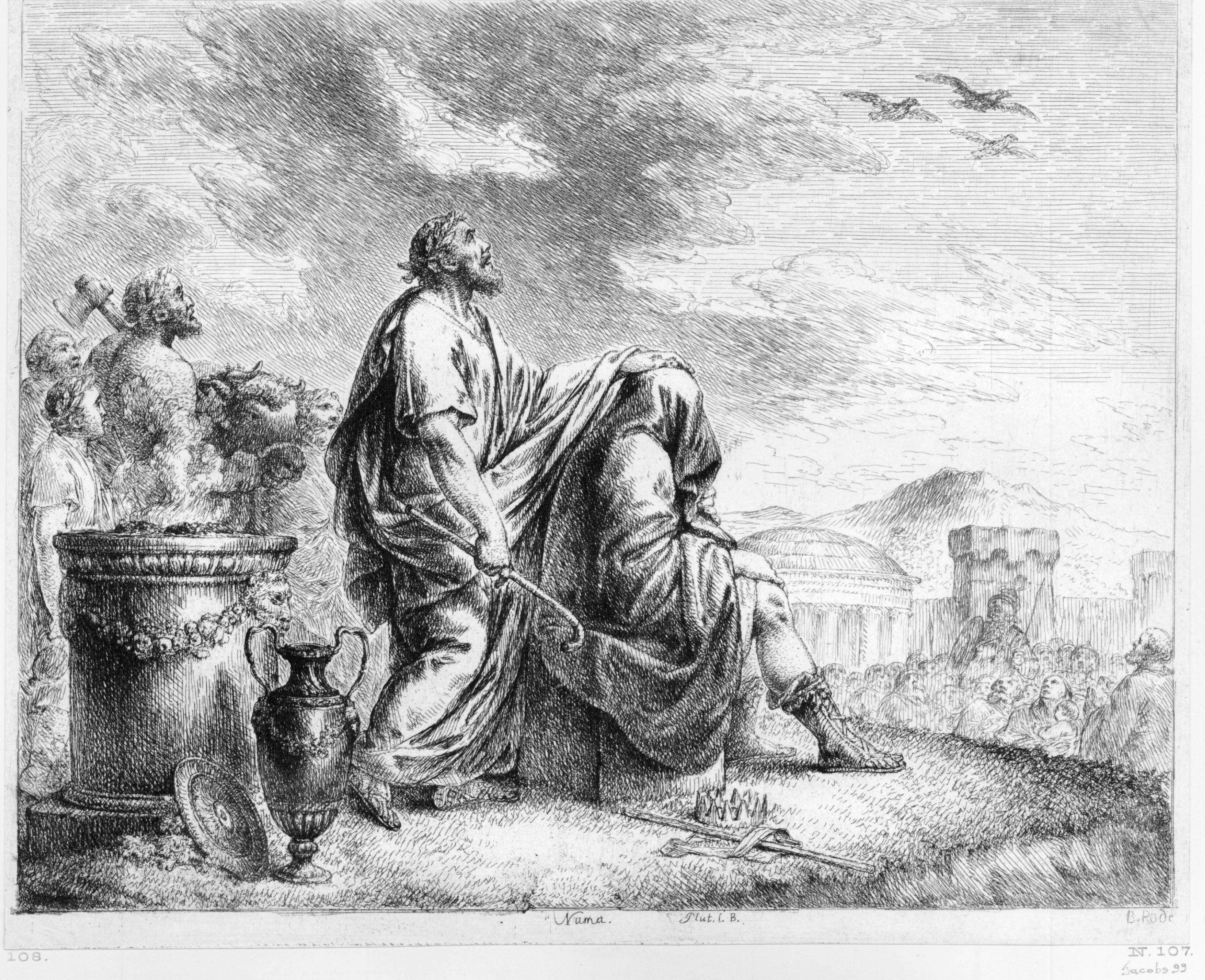
Grabado del donde se muestra al augur tomando los auspicios en la entronización del rey romano Numa Pompilio.

El augur, vestido con la toga auguralis o trabea, indicaba que iba a ejercer su ministerio y para hacer sus observaciones subía al punto más alto del auguraculum: entonces se volvía de la parte de Oriente, señalaba con el lituus o bastón augural el templum una parte del cielo, en cuyo instante profería las palabras partiri telzn el tabernaculum capere y de este modo dividía el cielo en cuatro partes, se ofrecían sacrificios a los dioses cubriéndose la cabeza con sus vestiduras, verificado lo cual, el augur por el sedere augurem, ocupaba su asiento y se ponía a observar con todo cuidado las aves que aparecían, la manera como volaban, sus cantos y hacia qué lado de la parte llamada templum se encontraban.
Como la elección del auguraculum se reputaba por una de las ceremonias más importantes, con especialidad en el caso de elegirse magistrados, era suficiente que el augur dijera tabenaculum captum, esto es, este paraje no se ha elegido con todas las solemnidades indispensables, para que quedaran anulados todos los actos de los comicios.
Al proseguir la ceremonia si decía annuntiare, era buen presagio; así como obnuntiare se entendía en sentido contrario: estas frases, que proferían los augures a su capricho, conforme a sus intereses o a las miras particulares de los magistrados, por los asuntos que habían de consultar al pueblo, daban por lo común el resultado a los congregados en el día prefijado, porque el augur hacía saber al pueblo que su reunión se había prorrogado para otro día ya que en el día señalado los presagios se presentaban funestos. Las voces augurales obnuntiare u obnuntiatio estuvieron en vigor hasta que conocidos los abusos de los augures, fueron abolidos por el tribuno P. Clodius (695 de Roma - 659 a. C.)[cita requerida] y se prohibió tornar los auspicios y observar el cielo cuando llegase la época de celebrar los Comicios y estuvieran congregados para tratar los asuntos públicos.
Se ha dicho que la parte de Oriente era signo favorable, pero no bastaba que este se presentara una sola vez, era indispensable, como dice Virgilio, su confirmación en segunda prueba, que practicaba el augur inmediatamente, escogiendo la noche con el mismo propósito para esta operación. Eran auspicios:
- La entrada en una casa de uno o varios animales domesticados o silvestres.
- Los animales que de repente se presentaban a un viajero en el camino.
- El rayo, incendio de una casa o de otro objeto cualquiera.
- Un ratón que royera unos muebles, un lobo que se llevara una oveja, una zorra que se comiera un pollo u otros accidentes de este género.
- Un ruido que se percibiera en la casa y se creyese proviniera de algún espíritu imaginario o duende.
- Un ave que cayese sobre el camino y se dejara coger, un búho o mochuelo que cantase, o una corneja que graznase.
- Un gato que contra su costumbre entrara en el aposento por algún agujero o hueco.
- De la misma manera, era maléfico el animal que entrase.
- La lámpara, candil o vela que se apagara de improviso. Se atribuía este suceso a algún genio invisible o demonio.
- El chispear el fuego denotaba que se percibía la voz de Vulcano.
- El resplandor súbito o brillo extraordinario del mismo fuego.
- Cuando el fuego saltaba de un modo particular, porque era indicio de que los Lares lo removían.
- Una súbita melancolía y cualquier desgracia por una noticia inesperada.

## Augurios con las aves
Las aves que se conducían de la isla de Eubea y que por lo común estaban confiadas a los Pulíanos encargados de su custodia y alimento, eran los pollos y aves sagradas que debían servir para sacar los presagios. Dichas aves se clasificaban en:
- Alites, esto es, por el vuelo: en estas se comprendían las Prcepeles, es decir, ligeras, rápidas, cuyo vuelo se reputaba favorable.
- Oscines {de os, pico; canere, cantar), por el canto, como el del cuervo, la corneja, el búho, según dice Festo.
- Pulli, pollos. Se decía generalmente un auspicio forzado que se tomaba por medio de los pollos que se tenían en una especie de caja o jaula: este auspicio tripudium era distinto del que en ocasiones se tomaba de una ave libre que dejaba caer alguna cosa de su pico. Cuando los pollos sagrados comían la offa, especie de torta o pasta que se les echaba, o bien la picaban con avidez, era augurio favorable y se denominaba tripudium solistimum, de solo stabat, si una parte de lo que llevaban en el pico caía en el suelo: lo contrario se deducía, es decir, mal presagio, cuando las aves rehusaban comer, o se entretenían por no picar el grano o echaban a volar. Conocíase también el tripudium sonivium, así llamado del sonido que hacía cualquier cosa al caer al suelo por casualidad, sin haberlo tocado: entonces se sacaban los presagios buenos o malos según la clase del sonido.
- Avis admisiva, era favorable a la empresa o negocio sobre que lo que se consultaba, en cuyo caso, se entendía concedido el permiso o licencia para emprenderle o comenzarlo. Tito Livio dice, que el augur pronunciaba Rite admitiere, para expresar el asentimiento de las aves. Alba, Secunda, Sinistra, eran las reputadas de buen agüero.

Lo contrario debía entenderse con las que siguen: Avis altera, por decir adversa, indicaba ser necesaria otra ave: la arciva (de ab arcendo), impedía la ejecución del proyecto : las inebra y remora, le retrasaban.
- Avis clivia (de a clivo, esto es, declive de una cuesta), era para significar cosas difíciles: la frase auspicia clivia o también la avis infera denotaban augurios falsos o funestos.
- Avis inhiba, prohibía expresamente la empresa o ejecución del asunto consultado. Pero la avis incendiaria, que anunciaba el incendio, la spinturnix de figura horrible, es a no dudarlo, la que los griegos, según Plinio, llamaron incendiaria in urbe visa.
- Avis Volsgra, era una especie de pájaro que luchando consigo mismo y arrancándose las plumas se reputaba de mal agüero.

Como por este y otros medios podían los augures obrar a su capricho, diciendo presagios falsos, hubo ocasiones que estos no tuvieron cabida. Lucius Papirius Cursor, cónsul en Roma (482—272 a. C.), fue engañado, porque le supusieron que los auspicios le eran favorables, pero como perdiera una batalla, luego que se hubo enterado de la superchería, hizo que pagara con la vida el Pulario o encargado de las aves, manifestando a sus soldados que los dioses le habían castigado con su crimen. Tenemos noticia que P. Claudius Pulcher, igualmente Cónsul, (577—172 a. C.)[cita requerida], sabiendo que las aves sagradas no habían querido comer, ordenó que las arrojasen al agua y dijo: «Pues que beban ya que no quieran comer» y esta impiedad fue motivo de las desgracias que luego experimentó el cónsul.
No se limitaron a estos desvaríos las funciones de los augures: el desempeño de su obligación requería distinguirlas según las circunstancias que las motivaban. Prodigium, era el pronóstico sacado de cualquier suceso extraordinario que los augures debían explicar con la frase commentarii, por la que indicaban los nuevos sacrificios que habían de practicarse con el fin de evitar cualquiera idea siniestra en los presagios o una futura desgracia. Según Tito Livio, esta clase de expiación la hacían los pontífices: todo fenómeno sobrenatural como nacer un puerco con cabeza humana, el sudar las estatuas sangre o una tormenta que arrojase piedra, daban margen para sacar los presagios.

## Nombres de los augurios
Las complicaciones de la ciencia augural, incomprensible para el vulgo, la distinguieron con estos nombres.
- Augurio Celeste, era el que se sacaba del relámpago y del rayo: un relámpago, observado del lado izquierdo, denotaba, dice Virgilio, presagio favorable: los rayos que partían de N. a S., se reputaban de mal agüero: al contrario los que cruzaban de E. a O.
- Augurio Coactum, forzado: se llamaba el que daban las aves estimuladas por el hambre.
- Augurio imperativo, el que se pedía a los dioses, según Servio.
- Augurio náutico, el que, dice Virgilio, tomaban los marineros y la gente de mar sobre los cisnes.
- Augurio oblativo, el que según Servio, se presentaba sin ser solicitado.
- Augurio de la Salud, que se practicaba con el propósito e idea de saber si sería lícito dirigir preces a los dioses por la salud del pueblo. Todos los años se dedicaba un día para hacer esta ceremonia durante la cual se suspendía el trabajo. Suetonio dice que Augusto la restableció por haber estado interrumpida hacia mucho tiempo.

La ciencia augural con su nueva clasificación, es llamada Aruspicina o bien Extispicina: derívase la palabra aruspicina, de ara, esto es, altar, y de spicere, que denota observar; así como la de extispicina, procede de exta, es decir, entrañas, y de inspicere, que así mismo significa observar, mirar, porque los Arúspices y los Extispices degollaban las víctimas sobre el altar y examinaban sus entrañas para saber el porvenir. Ovidio designa a Thages por inventor de esta ciencia quien la enseñó a los Etruscos, escribiendo aquel, según parece, una obra sobre este particular, la que luego fue explicada y comentada en 15 volúmenes por el jurisconsulto Antistius Labeo.
Los arúspices, para sacar los presagios, observaban:
- 1.º, las víctimas, antes de abrirlas
- 2.º, las entrañas, después de practicada la anterior operación
- 3.º, la llama que se formaba de las carnes quemadas
- 4.º, la harina de cebada, el incienso, el vino y el agua que servían en los sacrificios.

En sus observaciones se fijaban en si la víctima era llevada a la fuerza al altar; si se escapaba de la mano del conductor; si procuraba evitar el golpe; si mugía o daba brincos al caer, o si su agonía era lenta y dolorosa. Todos estos pronósticos eran siniestros, mientras que los contrarios se tenían por favorables.
Las Exta, que según se ha dicho, eran las entrañas de los animales que los arúspices consultaban, para sacar los presagios, constaban de seis partes, a saber: la lengua, el corazón, el bazo, el hígado, los pulmones y los riñones. Si todas estas partes mostraban estar muy frescas, enteras y sanas, el augurio, entonces, se reputaba favorable y, al contrario, muy funesto, cuando estaban lívidas, negruzcas, flacas o llegaba el caso de que no se encontraban. Esto último acontecía por los artificios de los sacerdotes victimarios que ocultamente procuraban de antemano otras víctimas llamadas succidaneas. En los primeros tiempos de Roma, se ofrecían a los dioses, las entrañas muy cocidas; pero después, como dice Virgilio, las servían a medio cocer puestas en platos que colocaban sobre el altar: según los signos o señales que presentaban las entrañas, así fueron los nombres por los que se conocían:
- Exta adjutoria, se entendían aquellas que mostraban un indicio cierto de poder afirmar una predicción.
- Exta argüía, cuando tenían la mejor apariencia.
- Exta bona, porque no presentando mancha ninguna, anunciaban presagios favorables.
- Exta clivia, que prohibía poner en ejecución el negocio que se consultaba.
- Exta muta, de las que no se podía deducir ninguna cosa, como dice Festo.
- Exta regalía, las que prometían a las personas de buena posición y fortuna obtener una distinción inesperada, a los sujetos o particulares de otra categoría tener herencias: y a un hijo de familia la esperanza de ser algún día cabeza de ella.
- Exta pestífera, piacularia, tristia, las que anunciaban todo lo siniestro y desgraciado.

En cuanto a la llama del fuego, era preciso para que el augurio fuese feliz que se elevara con fuerza en forma piramidal y que consumiese pronto la víctima: que fuera clara y trasparente no causando ruido, ni despidiendo humo. Por el contrario, presagiaba las mayores desgracias si se encendía con dificultad: si en vez de elevarse perpendicularmente describía curvas: si en lugar de cubrir la víctima lo hacía por grados: si la agitaba o esparcía el viento: si era apagada por un aguacero o chaparrón: o si por último, dejaba sin consumir alguna parte de la víctima. Respecto de la harina, el incienso, el vino y el agua examinaban los Arúspices, el gusto, color y olor de dichos objetos por si reunían los requisitos necesarios.
Según Plauto, las mujeres en algunas ocasiones tuvieron participación en esta ciencia la que con el transcurso del tiempo, se confundió y amalgamó con la augural mediante la que muchos arúspices en Roma se ocuparon en explicar los prodigios y fenómenos notables de la Naturaleza.
Los arúspices eran temidos y reputados entre las personas ilustradas como unos verdaderos insensatos suponiéndose instruidos en el conocimiento del porvenir: sabida es la respuesta que dio Aníbal al mensaje de Prusias, rey de Bitinia, cuando este rehusó dar la batalla porque se lo habían prohibido las entrañas de las víctimas, y Catón dijo que no le era fácil comprender cómo los augures y los arúspices al encontrarse en la calle podían contener la risa.

## Presagios
Los presagios, anuncios, predicciones y vaticinios se diferenciaban de los augurios en que estos se practicaban y percibían conforme los signos buscados y prevenidos por las reglas del arte augural, en tanto que los presagios, como dimanados de la casualidad, eran interpretados por cada persona de un modo más vago o al capricho.